# Amedeo V di Savoia
Amedeo V di Savoia detto il Conte Grande (Castello di Le Bourget-du-Lac, 1253 circa – Avignone, 16 ottobre 1323) fu Conte di Savoia e Conte d'Aosta e Moriana dal 1285 al 1323.

## Origine
Amedeo, secondo Samuel Guichenon, era il figlio maschio secondogenito di Tommaso II, signore del Piemonte, Conte di Savoia, d'Aosta e di Moriana, Conte di Fiandra e di Hainaut e della sua seconda moglie, Beatrice Fieschi, che era la terza figlia femmina di Teodoro Fieschi, conte di Lavagna, e della di lui consorte Simona de Volta di Capo Corso.
Tommaso II di Savoia, secondo lo storico francese, Samuel Guichenon, nel suo Histoire généalogique de la royale maison de Savoie, era il figlio maschio terzogenito di Tommaso I, Conte di Savoia, d'Aosta e di Moriana, e della moglie, Margherita o forse Beatrice, che secondo la Chronica Albrici Monachi Trium Fontium era figlia del Conte di Ginevra, Guglielmo I e della signora di Faucigny, Beatrice.

## Biografia
Secondo le Europäische Stammtafeln, vol II, 190 (non consultate), Amedeo sarebbe nato il 4 settembre 1249, ma ciò contrasta col fatto che i suoi genitori, secondo Samuel Guichenon, si erano sposati nel 1251  e Amedeo era il secondogenito; il luogo di nascita Castello di Le Bourget-du-Lac, viene confermato anche dallo storico francese, Jean Frézet.
Suo padre, Tommaso, conte di Savoia assieme al nipote, Bonifacio, morì nel 1259; secondo Matteo di Parigi, Tommaso fu avvelenato (dicitur potionatus). Fu sepolto nel presbiterio della cattedrale di Aosta. Nei titoli di conte di Moriana e signore del Piemonte gli succedette il fratello di Amedeo, il figlio primogenito, Tommaso.
Suo cugino, il conte di Savoia, Bonifacio, rimasto solo a governare la contea si riavvicinò al partito ghibellino, al cognato Manfredi, reggente del regno di Sicilia.
Al momento della morte del padre Amedeo ed i due fratelli, Tommaso e Ludovico o Luigi, erano tenuti in prigione nel Comune di Asti; intervenne allora il fratello di sua madre, Beatrice, il cardinale Ottobono Fieschi, futuro papa Adriano V, che con truppe genovesi e altri Guelfi ottenne la liberazione dei tre bambini.
Nel 1263, il conte di Savoia, suo cugino, Bonifacio, fu attaccato alle porte di Torino dalle truppe del comune di Asti, che lo sconfissero e lo fecero prigioniero e dove morì per le ferite riportate.
Non essendo ancora sposato, Bonifacio non aveva eredi, e la successione sarebbe spettata ai figli maschi di Tommaso II, per l'esattezza a suo fratello, il primogenito, Tommaso, che reclamò per sé la contea e la preminenza sulla famiglia; anche le sorelle di Bonifacio avanzarono pretese; ma alla fine, il fratello di suo padre, Tommaso II, il conte di Richmond e di Romont, Pietro, riuscì a farsi riconoscere conte di Savoia.
L'anno dopo, nel 1264, sua zia, Beatrice, contessa consorte di Provenza e di Forcalquier, citò Amedeo ed i fratelli, Tommaso e Luigi (Thomam Amedeum et Ludovicum filios quondam Dom. Thome fratris mei) e la sorella Eleonora (Alienore filie predicti comitis Thome) nel suo testamento come destinatari di un lascito.
Nel 1268, suo zio, il conte di Savoia, Pietro II, fece un ultimo testamento dove chiedeva di essere sepolto ad Altacomba e designava suo successore nella contea il fratello Filippo e inoltre specificava i diversi lasciti per tutti gli altri parenti, come da documento nº 749 del Peter der Zweite, Graf von Savoyen, Markgraf in Italien , aggiungendo anche un codicillo, riportato nelle Mémoires et documents publiés par la Société d'histoire et d'archéologie de Genève - tome 7, ove specificava che i suoi eredi erano il fratello Filippo e la figlia Beatrice.
Suo zio, Pietro II, il Piccolo Carlo Magno si spense a Pierre-Châtel, il 16 maggio 1268, senza eredi maschi e perciò lo stato sabaudo venne ereditato dal fratello Filippo I di Savoia, mentre Pietro venne tumulato nell'Abbazia di Altacomba, in Savoia.
Nel 1270 Amedeo si recò in Gran Bretagna assieme ai suoi fratelli Tommaso e Luigi presso re Enrico III d'Inghilterra (la regina d'Inghilterra era la loro cugina Eleonora di Provenza, figlia della sorella del loro padre, Beatrice), nella speranza di riottenere i feudi inglesi un tempo appartenuti al loro zio Pietro II. Però nel frattempo i feudi erano già stati riaffidati al principe Edoardo I d'Inghilterra, assente per le crociate (Ottava e Nona); perciò, in attesa di un accomodamento, il re in cambio garantì ai fratelli savoiardi una pensione annua di cento marchi, almeno fino al ritorno di Edoardo. Secondo Samuel Guichenon, i tre fratelli tornarono in Inghilterra nel 1275, per discuterne con la zia, Eleonora ed i cugino, Edoardo, ora re d'Inghilterra.
Amedeo, nel 1273, venne citato assieme al fratello, Tommaso (Thome et Amedeo de Sabaudia filiis eiusdem) e alla madre, Beatrice, ricordata come contessa di Borget (domine Comitisse del Borget consanguinee mee) in quanto si era ritirata a vivere nel Castello di Le Bourget-du-Lac, di proprietà del marito Tommaso II in un altro testamento, quello di Adelasia, vedova di Alberto IV signore di La Tour e Coligny, e imparentata coi Savoia.
A partire dal 1282 era cominciata una crisi dinastica in casa Savoia, in seguito alla morte del fratello maggiore di Amedeo, il signore del Piemonte, Tommaso, successore designato del conte di Savoia, lo zio Filippo I, che non aveva figli, ed era già avanti con gli anni.
L'anno successivo morì la madre, Beatrice Fieschi; lo storico savoiardo, François Mugnier, nel suo Les Savoyards en Angleterre au XIIIe siècle et Pierre d'Aigueblanche, évêque d'Héreford riporta che Beatrice (la Dame de Bourget) morì tra l'8 e il 9 luglio e fu inumata ad Altacomba. 
Secondo la tradizione al fratello maggiore, ancora in vita, Amedeo, fu riconosciuto il diritto di ereditare la contea da Filippo I, mentre a Luigi, il minore, venne promesso un appannaggio; anche Edoardo I d'Inghilterra, consultato per la successione sabauda, si dichiarò favorevole al giovane Amedeo V, già duca del Chiablese, dal 1283 anche duca d'Aosta, e già considerato abile diplomatico.
Mentre il loro zio era morente, Luigi non si accontentò di ricevere un porzione minima dei domini sabaudi e, assieme ad altri feudatari cominciò la lotta con suo fratello Amedeo, per ottenere di più.
Suo zio, Filippo I, benemerito della Chiesa cattolica, si spense il 15 o il 16 agosto 1285 nel castello di Rossillon nel Bugey, tra Lione e Ginevra; Il necrologio delle Maurienne Chartes, Obituaire du Chapitre de Saint-Jean-de-Maurienne riporta la morte di Filippo (dni Philippi quondam comitis Sabaudie) il 16 agosto (XVI Kal Sep.); Amedeo gli succedette come Amedeo V e i dissidi tra Amedeo ed il fratello, Luigi continuarono, finché nel gennaio 1286, i due fratelli giunsero a un accordo: in cambio dell'omaggio feudale, Luigi riceveva dal fratello l'intero Vaud, con il titolo di barone, il paese di Bugey e una pensione annua di 400 lire; mentre al nipote, Filippo, figlio del suo defunto fratello, Tommaso, furono concessi i territori di Pinerolo e Torino (Filippo ne entrò realmente in possesso della Signoria del Piemonte, al raggiungimento della maggior età, nel 1295, dopo un arbitrato del 1294); lo storico francese, Victor Flour de Saint-Genis, nel suo Histoire de Savoie riporta che l'arbitrato fu concluso a Lione e regolò la spartizione delle eredità dei loro genitori e degli zii, Pietro II e Filippo I.
Aveva diviso i domini sabaudi tenendo per sé la Savoia e le valli di Susa e di Aosta. Ai figli di Tommaso III di Savoia andò il Piemonte, mentre al fratello Ludovico andarono le terre di Vaud. Era la nascita dei due nuovi rami della dinastia, quello di Piemonte e quello di Vaud, che comunque non godettero mai di una vera indipendenza e rimasero sempre vassalli del ramo principale.
Nel 1287 Amedeo, col trattato di Annemasse, firmò la pace col conte di Ginevra, Amedeo II.
Mentre i rapporti con l'altro vicino il Delfinato furono piuttosto turbolenti; i vari scontri coi conti tra Amedeo e Umberto I del Viennois sono citati nel De Allobrogibus libri novem.
Col successore, Giovanni II del Viennois i rapporti furono migliori e nel 1307 fu siglato un accordo.
Nel 1295, Amedeo, fece abbellire il Castello di Chambéry, che aveva acquistato 10 anni prima ed era diventato la sua residenza principale; tra gli artisti che vi lavorarono vi fu anche un allievo di Giotto.
Amedeo, nel 1304, aveva preso parte alla campagna di Fiandra al seguito del re di Francia, Filippo IV il Bello e dopo la vittoria francese a Mons-en-Pévèle, consigliò a Filippo il Bello di concedere una tregua che portò ad un negoziato di pace.
I rapporti col re di Francia, Filippo il Bello, erano tali che Amedeo, nel 1307, fu presente sia al matrimonio della figlia, Isabella col futuro re d'Inghilterra Edoardo, che del figlio, Carlo, con la contessina, Bianca di Borgogna.
In quello stesso anno, Amedeo inviò truppe in aiuto del Marchese di Ferrara, Modena e Reggio, Azzone, nella guerra contro una lega contro gli Estensi, alla quale avevano aderito anche Verona e Mantova.
Sempre, nel 1307, Amedeo fece testamento, in cui dichiarava suo erede universale nel Contado di Savoja, il figlio, Edoardo (Odorado suo figlio primogenito) e definiva anche i vari lasciti sia ai figli di primo letto che eventuali di secondo letto (nascituri da Maria di Brabant, sua seconda Consorte).
Amedeo, poi fu nel regno d'Inghilterra, nel 1309, all'incoronazione del cugino, Edoardo II.
In quello stesso anno ratificò, col conte di Ginevra il trattato di pace di Annemasse con un nuovo trattato a Saint-Georges-d'Espéranche; concluse inoltre un nuovo trattato col delfinato, che portò al matrimonio di sua figlia, Maria di Savoia con Ugo de La Tour du Pin († 1329), barone di Faucigny, figlio di Umberto I del Viennois e fratello del delfino, Giovanni II.
Nell'autunno del 1310, Amedeo assieme ai nipoti, il Signore del Piemonte e Principe di Acaia, Filippo I di Savoia-Acaia e il Barone di Vaud, Luigi II, accolse molto calorosamente Arrigo VII, che si recava a Roma per essere incoronato imperatore ed assieme ai nipoti lo seguì in Italia; anche il delfino Giovanni II fece parte della corte di Arrigo VII. Anche Samuel Guichenon riporta il viaggio di Arrigo VII in Italia ed i suoi rapporti con Amedeo.
In quel periodo Amedeo V, oltre che essere riconfermato in tutti i suoi feudi e nel titolo di Marchese d'Italia ottenne l'ambito titolo di Vicario Imperiale per il Nord Italia da Enrico VII di Lussemburgo.
I rapporti di Amedeo con i re di Francia continuarono ad essere ottimi, sia con Luigi X, detto l'Attaccabrighe, che, con suo fratello, Filippo V detto Il Lungo, di cui fu consigliere e Jean Frézet riporta che fu Amedeo a consigliare a Filippo il Lungo, quando era ancora reggente, nel 1316, di adottare anche in Francia la legge salica, con la quale soltanto i maschi potevano aspirare alla successione al trono, come già avveniva in Savoia, per cui Filippo, divenne re di Francia e ad Amedeo fu fatto dono di un feudo in Normandia (Giovanna, figlia di Luigi X, con questo espediente fu esclusa dalla successione al trono di Francia).
Nel 1315, Amedeo prese parte alla difesa dell'isola di Rodi, che dal 1309 apparteneva ai Cavalieri Ospitalieri, che erano assediati dall'Impero ottomano di Osman I, dove Amedeo si coprì di gloria e da questo si ebbe il motto di casa Savoia, FERT acronimo di Fortitudo Eius Rhodum Tenuit (in latino La sua forza preservò Rodi); anche Jean Frézet riporta l'impresa di Rodi.
Amedeo morì nel 1323 mentre si trovava ad Avignone, per incontrare papa Giovanni XXII, per spingerlo a intraprendere una crociata a favore dell'impero bizantino, che stava soccombendo sotto gli attacchi dell'impero ottomano, ma per la stanchezza del viaggio, si ammalò ed in pochi giorni morì; anche lo storico francese, Victor Flour de Saint-Genis, conferma che Amedeo, dopo aver raggiunto il re di Francia, Carlo IV ad Avignone, morì poco tempo dopo, il 16 ottobre; le Mémoires et documents publiés par la Société d'histoire et d'archéologie de Genève - tome 9 confermano la morte il 16 ottobre (XVII Kal Nov) 1323 (m.ccc.xxiij), presso Avignone (apud Avinionem), di Amedeo (D. Amedeus comes Sabaudie) che fu sepolto ad Altacomba (Altecombe) (oggi rimangono solamente le pietre tombali del conte perché quando l'abbazia fu occupata dai giacobini, questi forzarono la sua tomba e distrussero i resti insieme a quelli di altri rappresentanti dei Savoia), e gli succedette il figlio Edoardo (Eduardus de Sabaudia ejus filius).
I possedimenti del Conte Grande durante il suo governo erano aumentati: con una serie di fortunate campagne, aveva sottomesso anche Ivrea e il Canavese, che dai tempi di Arduino I d'Ivrea erano rimasti nelle mani dei suoi successori.
Con Amedeo V iniziò la linea dinastica cosiddetta Branca ducale (ovvero Ramo ducale) poiché fu proprio uno dei successori di questa linea, Amedeo VIII di Savoia, a ricevere dall'Imperatore Sigismondo il titolo di Duca. Il ramo si estinse con Carlo Giovanni Amedeo, sesto Duca di Savoia (1488 – 1496) per lasciare il posto alla cosiddetta Branca della Bressa.

## Matrimoni e discendenza
Amedeo, il 5 luglio 1272, aveva sposato a Lione, Sibilla de Baugé, che, secondo Samuel Guichenon, era signora di Baugé e della Bresse, figlia unica, nata postuma, di Guido II, ultimo signore di Baugé e della Bresse, mentre per quanto riguarda la madre, tra gli storici non vi è concordanza, ma fu Dauphine di Saint-Bonnet e non Beatrice del Monferrato, figlia di Guglielmo VI del Monferrato; a conferma che la madre di Sibilla fu Dauphine viene confermato dal documento nº 595 del Titres de la maison ducale de Bourbon, inerente ad una donazione alla figlia, in cui Dauphine (Dauphine dame de Saint-Bonnet) si cita come la madre di Sibilla moglie di Amedeo di Savoia (mariage de sa fille Sibille avec Amedée de Savoie) e dal documento nº 607 sempre del Titres de la maison ducale de Bourbon, inerente alla conferma della su citata donazione di Dauphine (Dauphine dame de Saint-Bonnet le Château, femme de Pierre de la Roue chevalier) alla figlia Sibilla (Sibille femme d´Amedée de Savoie). Il 7 luglio venne siglato un contratto tra lo zio di Amedeo, il conte di Savoia, Filippo I e Sibilla de Baugé, che cedeva alla Savoia il feudo di Bourg, ereditato da uno zio; il contratto è riportato dalla Histoire de Bresse et de Bugey di Samuel Guichenon.
Amedeo da Sibilla ebbe otto figli:
- Bona (1275-prima del 1294, non citata nel testamento della madre[60]), andata sposa nel 1280 a Giovanni I del Viennois (1264 – 1282) ed in seconde nozze nel 1282 a Ugo di Borgogna († 1324), signore di Montbauson;
- Eleonora (1279-1324), sposata nel 1292 a Guglielmo I di Châlon (1277-1304), conte di Auxerre (citata nel testamento della madre, assieme al suo primo marito[60]), poi nel 1305 a Dreux IV de Mello († 1311), e infine nel 1311 a Giovanni I di Forez (1275-1334), conte di Forez;
- Giovanni (1280-1284), sepolto ad Altacomba[61];
- Beatrice (1281-prima del 1294) non citata nel testamento della madre[60]: nel 1291 era stata fidanzata al futuro conte di Ginevra Guglielmo III;
- Edoardo (1284-1329), detto Il liberale, citato nel testamento della madre, conte di Savoia, d'Aosta e di Moriana dal 1323 al 1329 e primo successore del padre;
- Agnese (1287-1322), citata nel testamento della madre[60], andata sposa il 31 agosto 1297 a Guglielmo III di Ginevra (1286 -1320), conte di Ginevra, e in seconde nozze, nel 1321, a Jehan Beguin (1290 - 1365), capitano-generale degli arcieri del vescovo di Losanna;
- Aimone, detto Il pacifico (1291-1343), conte di Savoia, d'Aosta e della Moriana dal 1329 al 1343 e successore di Amedeo V dopo il fratello Edoardo;
- Margherita (1285 circa-1359), citata nel testamento della madre[60], andata sposa nel 1296 a Giovanni I (1277-1305), marchese del Monferrato.

Dopo essere rimasto vedovo, Amedeo prese un impegno di matrimonio con Alice, figlia di Umberto I del Viennois, come risulta dal documento degli Archivi di Stato: Matrimonio tra il Conte Amedeo di Savoia e Alisia figlia di Umberto delfino di Vienna; un secondo documento inerente ad una donazione fatta dalla cugina Beatrice di Faucigny ad Amedeo (DONAZIONE fatta da Beatrice figlia del Conte Pietro di Savoja Sig.e di Faussign al Conte Amedeo di Savoja suo Cugino), conferma l'impegno di matrimonio.
Il matrimonio non venne celebrato.
Anche Jean Frézet cita questo impegno di matrimonio in un trattato di pace tra i due stati.
In seconde nozze Amedeo V di Savoia sposò, in una data imprecisata, tra il 1297 ed il 1304, come ci conferma la Genealogia Ducum Brabantiæ Ampliata, Maria di Brabante (1280-1340 circa), la figlia femmina secondogenita del duca di Lorena e del Brabante e duca di Limburgo, Giovanni I di Brabante e della moglie, Margherita di Dampierre o di Fiandra (1251-1285), che sia secondo il Iohannis de Thilrode Chronicon che secondo il Iohannis de Thielrode Genealogia Comitum Flandriæ era figlia del Conte di Fiandra e Marchese di Namur, Guido di Dampierre e di Matilde di Bethune, che secondo gli Annales Blandinienses era figlia ed ereditiera di Roberto VII di Bethune, signore di Béthune, Termonde, Richebourg e Warneton, e d'Elisabeth de Morialmez.

Amedeo da Maria ebbe quattro figlie:
- Maria (1298-1336), andata sposa nel 1309 a Ugo de La Tour du Pin († 1329), barone di Faucigny, figlio di Umberto I del Viennois[69];
- Caterina (1302-1336), andata sposa nel 1315 a Leopoldo I d'Austria (1290-1326), duca d'Austria e di Stiria[70], terzo figlio dell'imperatore Alberto I e di Elisabetta di Carinzia. Dopo la morte dei genitori egli divenne il capo della famiglia degli Asburgo;
- Giovanna (1307-1366),andata sposa nel 1326 ad Andronico III Paleologo, imperatore bizantino dal 1328 al 1341[71];
- Beatrice, andata sposa nel 1328 a Enrico di Gorizia (1270 - 1335), duca di Carinzia dal 1295 al 1335 e re di Boemia dal 1307 al 1310[72].

## Ascendenza
|                                |                        |                               | Genitori            |  |  | Nonni |  |  | Bisnonni              |  |  | Trisnonni            |  |
|                                |                        |                               |                     |  |  |       |  |  | Umberto III di Savoia |  |  | Amedeo III di Savoia |  |
|                                |                        |                               |                     |  |  |       |  |  | Umberto III di Savoia |  |  | Amedeo III di Savoia |  |
|                                |                        | Matilde di Albon              |                     |  |  |       |  |  | Umberto III di Savoia |  |  |                      |  |
| Tommaso I di Savoia            |                        |                               |                     |  |  |       |  |  | Umberto III di Savoia |  |  |                      |  |
|                                |                        | Beatrice di Mâcon             | Gerardo I di Mâcon  |  |  |       |  |  |                       |  |  |                      |  |
|                                |                        | Beatrice di Mâcon             | Gerardo I di Mâcon  |  |  |       |  |  |                       |  |  |                      |  |
|                                |                        | Beatrice di Mâcon             | Maurette di Salins  |  |  |       |  |  |                       |  |  |                      |  |
| Tommaso II di Savoia           |                        | Beatrice di Mâcon             |                     |  |  |       |  |  |                       |  |  |                      |  |
|                                |                        | Guglielmo I di Ginevra        | Amedeo I di Ginevra |  |  |       |  |  |                       |  |  |                      |  |
|                                |                        | Guglielmo I di Ginevra        | Amedeo I di Ginevra |  |  |       |  |  |                       |  |  |                      |  |
|                                |                        | Guglielmo I di Ginevra        | Matilde di Cuiseaux |  |  |       |  |  |                       |  |  |                      |  |
| Margherita di Ginevra          |                        | Guglielmo I di Ginevra        |                     |  |  |       |  |  |                       |  |  |                      |  |
|                                |                        | Beatrice di Faucigny          | Guy II de Valpergue |  |  |       |  |  |                       |  |  |                      |  |
|                                |                        | Beatrice di Faucigny          | Guy II de Valpergue |  |  |       |  |  |                       |  |  |                      |  |
|                                |                        | Beatrice di Faucigny          | Beatrice Visconti   |  |  |       |  |  |                       |  |  |                      |  |
| Amedeo V di Savoia             |                        | Beatrice di Faucigny          |                     |  |  |       |  |  |                       |  |  |                      |  |
|                                | Ugo Fieschi di Lavagna | Teodoro II Fieschi di Lavagna |                     |  |  |       |  |  |                       |  |  |                      |  |
|                                | Ugo Fieschi di Lavagna | Teodoro II Fieschi di Lavagna |                     |  |  |       |  |  |                       |  |  |                      |  |
|                                | Ugo Fieschi di Lavagna | …                             |                     |  |  |       |  |  |                       |  |  |                      |  |
| Teodoro III Fieschi di Lavagna | Ugo Fieschi di Lavagna |                               |                     |  |  |       |  |  |                       |  |  |                      |  |
|                                |                        | Brumisan di Grillo            | Amico di Grillo     |  |  |       |  |  |                       |  |  |                      |  |
|                                |                        | Brumisan di Grillo            | Amico di Grillo     |  |  |       |  |  |                       |  |  |                      |  |
|                                |                        | Brumisan di Grillo            | …                   |  |  |       |  |  |                       |  |  |                      |  |
| Beatrice Fieschi               |                        | Brumisan di Grillo            |                     |  |  |       |  |  |                       |  |  |                      |  |
|                                |                        | Raimondo della Volta          | …                   |  |  |       |  |  |                       |  |  |                      |  |
|                                |                        | Raimondo della Volta          | …                   |  |  |       |  |  |                       |  |  |                      |  |
|                                |                        | Raimondo della Volta          | …                   |  |  |       |  |  |                       |  |  |                      |  |
| Simona della Volta             |                        | Raimondo della Volta          |                     |  |  |       |  |  |                       |  |  |                      |  |
|                                |                        | …                             | …                   |  |  |       |  |  |                       |  |  |                      |  |
|                                |                        | …                             | …                   |  |  |       |  |  |                       |  |  |                      |  |
|                                |                        | …                             | …                   |  |  |       |  |  |                       |  |  |                      |  |
|                                |                        | …                             |                     |  |  |       |  |  |                       |  |  |                      |  |

### Fonti primarie
- (LA)  Matthæi Parisiensis, Monachi Sancti Albani,  Chronica Major, vol. V..
- (LA) Monumenta Germaniae Historica, Scriptores, tomus V. URL consultato il 2 marzo 2020 (archiviato dall'url originale il 23 settembre 2015)..
- (LA) Monumenta Germaniae Historica, Scriptores, tomus IX. URL consultato il 2 marzo 2020 (archiviato dall'url originale il 13 giugno 2018)..
- (LA) Monumenta Germaniae Historica, Scriptores, tomus XXIII. URL consultato il 2 marzo 2020 (archiviato dall'url originale il 23 settembre 2015)..
- (LA) Monumenta Germaniae Historica, Scriptores, tomus XXV. URL consultato il 2 marzo 2020 (archiviato dall'url originale il 24 giugno 2013)..
- (LA) Peter der Zweite, Graf von Savoyen, Markgraf in Italien.
- (LA) Mémoires et documents publiés par la Société d'histoire et d'archéologie de Genève. tome 9 (PDF).
- (LA) Histoire de Bresse et de Bugey.
- (LA, FR)  Samuel Guichenon,  Preuves de l'Histoire généalogique de la royale maison de Savoie, justifiée par titres.
- (LA) Histoire de Dauphiné et des princes qui ont porté le nom de dauphin..
- (LA) Chartes du diocèse de Maurienne (PDF).

### Letteratura storiografica
- (FR)  Victor Flour de Saint-Genis,  Histoire de Savoie, d'après les documents originaux. Tome 1.
- (FR)  Samuel Guichenon,  Histoire généalogique de la royale maison de Savoie, justifiée par titres.
- (FR) Histoire de la Maison de Savoie.
- (FR) Titres de la maison ducale de Bourbon.
- Matrimoni della Real Casa di Savoia.
- Testamenti di sovrani e principi di Savoia.
- Museo scientifico, letterario ed artistico: Beatrice Fieschi, pp. 53-54.
- A. Colombo, Amedeo V e il suo vicario in Lombardia, in Miscellanea di studi storici in onore di Antonio Manno, II vol., Torino, F.lli Bocca, 1912
- Storia di Torino Vol. II: Il basso medioevo e la prima età moderna (1280-1536), Torino, Einaudi, 1997